# Dhabiha
 (janvier 2021).
La dhabiha (arabe : ذَبِيْحَة, dhabīḥah) est la méthode d'abattage rituel des animaux prescrite par la loi islamique. Elle s'applique à tous les animaux à l'exception des poissons et fruits de mer.
Le terme dhabiha est souvent utilisé erronément comme synonyme de halal, mais utilisés conjointement (dhabīḥah halal), les mots décrivent toute pièce de viande permise par la loi islamique.

## Processus d'abattage
La dhabiha se pratique par une incision profonde et rapide avec un couteau effilé sur la gorge, de façon à couper les veines jugulaires et les artères carotides bilatéralement et rapidement, mais en laissant la moelle épinière, afin que les convulsions améliorent encore le drainage. Le but de cette technique est de drainer plus efficacement le sang du corps de l'animal, afin que la viande soit plus hygiénique, car selon les croyances de l'époque de l'institutionnalisation de la pratique, le sang est un vecteur de maladie[réf. nécessaire]. Cette méthode d’abattage permet le drainage efficace du sang et sa séparation de la viande[source secondaire nécessaire]. Les détails de la méthode proviennent largement de la tradition islamique, plutôt que du Coran. Toutefois, cette méthode serait implicitement prescrite dans le coran selon certaines interprétations :

« Vous sont interdits la bête trouvée morte, le sang, la chair de porc, ce sur quoi on a invoqué un autre nom que celui de Dieu, la bête étouffée, la bête assommée ou morte d'une chute ou morte d'un coup de corne, et celle qu'une bête féroce a dévoré - sauf celle que vous égorgez avant qu'elle ne soit morte -. (Vous sont interdits aussi la bête) qu'on a immolée sur les pierres dressées, ainsi que de procéder au partage par tirage au sort au moyen de flèches. Car cela est perversité. Aujourd'hui, les mécréants désespèrent (de vous détourner) de votre religion : ne les craignez donc pas et craignez-Moi. »

— Le Coran, « La Table », V, 3, (ar) المائدة (traduction de Muhammad Hamidullah)
Dans certains pays, un système de certification permet théoriquement d'attester qu'une viande proposée à la vente a bien été abattue selon la méthode halal[source secondaire nécessaire].

## Bien-être animal lors de l'abattage

Obligations légales pour l'abattage rituel en Europe:
Étourdissement non obligatoire
Étourdissement post-égorgement obligatoire
Étourdissement simultané obligatoire
Étourdissement pré-égorgement obligatoire
Abattage rituel interdit
Pas de données

D’après le JAKIM, le grand certificateur halal mondial, il est permis d’étourdir les animaux avant leur abattage, qu’ils soient bovins, ovins ou volailles. Selon des études récentes réalisées par Colin Brewer et Peter Osin du Royal Marsden Hospital de Londres, la présence de sang est la même dans la chair d’animaux abattus selon le rite halal et d’animaux abattus sans rituel religieux. Selon le rapport de l’étude il n’y a pas de différence significative dans la présence de sang entre les animaux étourdis par électronarcose avant abattage et ceux n’ayant pas subi d’électronarcose,.
Certains groupes de défense des droits des animaux et des vétérinaires considèrent au contraire que cette méthode d'abattage entraîne des « souffrances graves aux animaux » en comparaison de la technique d'abattage avec étourdissement préalable, une pratique relativement récente. Bien que nombre d'États n'y aient pas adhéré, la Déclaration universelle des droits de l'animal dispose notamment que « si la mise à mort d'un animal est nécessaire, elle doit être instantanée, indolore et non génératrice d'angoisse »[source secondaire nécessaire].
Au Royaume-Uni, l'organisme indépendant Farm Animal Welfare Council (FAWC), a recommandé l'interdiction du dhabiha et de la shehita au gouvernement,. La porte-parole, la vétérinaire Judy MacArthur Clark a affirmé : « c'est une incision majeure faite à l'animal et d'affirmer que cela n'entraîne pas de souffrance est ridicule ». Le président de l'Association des vétérinaires britanniques, Peter Jinman, a soutenu que l'organisme recherchait une méthode « morale et éthique ». Selon le même organisme, la méthode employée pour la viande kasher et halal entraîne de graves souffrances et deux minutes peuvent s'écouler entre les incisions et la mort de l'animal. Compassion in World Farming soutient cette recommandation et a déclaré « nous croyons que la loi doit être changée pour obliger l'étourdissement des animaux avant l'abattage. »,. Diverses publications de recherche sur l'abattage récoltées par Compassion In World Farming démontrent entre autres que l'occlusion des vaisseaux est fréquente et que ce phénomène s'est produit dans 62,5 % dans un groupe entraînant des ballonnements (occlusions des blessures ralentissant la mort de l'animal) importants[pas clair][source secondaire nécessaire].
Selon un rapport de l’Institut national de la recherche agronomique sur les douleurs animales publié en 2009, l'intervalle entre le coup de couteau et l'inconscience puis la mort est de quatorze secondes en moyenne pour les ovins, de cinq minutes maximum chez certains veaux et même dans les cas extrêmes de quatorze minutes pour les bovins adultes.
En France, le Tribunal administratif de Versailles a annulé les arrêtés pris par des communes autorisant la mise en place de sites d'abattoirs dérogatoires le jour de l'Aïd el-Kebir, à la suite d'une plainte du 4 novembre 1999 de l'association Protection Mondiale des Animaux de Ferme (PMAF)[source secondaire nécessaire]. En juin 2011, les représentants des communautés juive et musulmane néerlandais ont demandé aux députés de ne pas adopter une loi obligeant l'étourdissement préalable des animaux abattus, en invoquant des motifs religieux.
L'actrice Brigitte Bardot mène depuis 1962 une lutte contre l'abattage rituel des mammifères. En décembre 2006, elle écrit au nom de sa fondation à Nicolas Sarkozy, alors ministre de l'Intérieur, une lettre dénonçant ce type d'abattage. Elle est condamnée le 3 juin 2008, à une amende de 15 000 euros pour « incitation à la haine envers la communauté musulmane » pour ce passage de sa missive : « Il y en a marre d'être menés par le bout du nez par toute cette population qui nous détruit, détruit notre pays en imposant ses actes. »
En juin 2011, la Première ministre d'Australie Julia Gillard a ordonné l'arrêt des exportations de mammifères vivants vers l'Indonésie à la suite de la diffusion de vidéos montrant des actes de violence graves pendant leur abattage selon le rituel dhabihah. Des rapports subséquents ont démontré que l'industrie de l'élevage australienne connaissait déjà ces faits.

## Sécurité sanitaire
Plusieurs scientifiques ont souligné les risques sanitaires induits par la pratique de l'abattage rituel sans étourdissement préalable. Pascale Dunoyer, chef du bureau des établissements français d'abattage et de découpe à la Direction générale de l'alimentation, indique dans le Bulletin de l'Académie vétérinaire de France que ce mode d'abattage « peut avoir des conséquences en termes de salubrité et de sécurité des carcasses. » Elle explique que « le tranchage de la trachée et de l'œsophage (…) peut provoquer le déversement du contenu gastrique (voire pulmonaire) sur les viandes de têtes, de gorge et de poitrine. » Jean-Louis Thillier, expert en sécurité sanitaire, affirme que l'abattage sans étourdissement a pour conséquence une augmentation des contaminations par la bactérie intestinale Escherichia coli car « le contenu de l'œsophage et des intestins des animaux risque de souiller la viande, particulièrement les quartiers avant qui finissent dans les steaks hachés. » Le vétérinaire Michel Courat, membre de Eurogroup for Animals (une organisation européenne œuvrant pour le bien-être animal) note que lors de la section de la trachée et de l'œsophage, il y a un « reflux du contenu des estomacs qui souille la coupe de la viande », notamment chez les ovins. Il soutient que le « parage » qui consiste à retirer avec un couteau la partie souillée de la viande « a tendance » à ne pas être réalisé car il engendre une importante perte de profit, et qu'il est souvent remplacé par un jet d'eau qui crée un « brouillard très chargé en bactéries » et peut contaminer l'ensemble de la carcasse. S'il assure que les personnes consommant de la viande provenant d'un abattage sans étourdissement ont beaucoup plus de chance d'être contaminées que les autres, il indique toutefois que « si la viande est bien cuite », le risque est négligeable.
Les opposants à l'abattage rituel sans étourdissement ou les partisans de l'étiquetage de la viande qui en est issue font remarquer que cette méthode d'abattage constitue une dérogation au règlement européen en matière d'hygiène des denrées alimentaires d'origine animale (dans le chapitre IV « Hygiène de l'abattage » de son annexe III) qui mentionne que « la trachée et l'œsophage doivent rester intacts lors de la saignée, sauf s'il s’agit d’un abattage selon un rite religieux ».

## Législation en France et dans l'Union européenne
La réglementation actuelle rend obligatoire l’étourdissement des animaux destinés à la consommation humaine avant leur abattage.
Cependant, le code rural et de la pêche maritime (article R. 214-70) comme le droit européen (règlement 1099/2009 du Conseil du 24 septembre 2009) prévoient une dérogation à cette obligation lorsque l’étourdissement n’est pas compatible avec les prescriptions rituelles relevant du libre exercice du culte. Pour écarter les risques d’abus, un décret du 28 décembre 2011 encadre l’abattage dérogatoire sans étourdissement et soumet cette dérogation à un régime d’autorisation préalable.
À ce jour, le mode d'abattage d'un animal vendu dans le commerce n'est pas une mention obligatoire à fournir au consommateur au sein de l'Union européenne[réf. souhaitée].

## Polémiques
Pour des raisons économiques, de la viande provenant de bêtes tuées selon la méthode halal se serait retrouvée dans les réseaux de vente généralistes, et donc dans les assiettes de consommateurs à leur insu,,.
Une rémunération de 10 à 15 centimes d'euros le kilogramme de viande, est prélevée au titre de la certification. En France, des arrêtés publiés en 1994 et 1996 ont agréé respectivement la mosquée de Paris puis la mosquée d'Évry et la grande mosquée de Lyon en tant qu'organisme religieux habilitant des sacrificateurs autorisés à pratiquer le sacrifice rituel et à percevoir la taxe liée à la certification.